# Negerhollands
Negerhollands (del neerlandès: negro-holandès) era un crioll de base lexical neerlandesa que es parlava en les Índies occidentals daneses, ara conegudes com les Illes Verges dels EUA. Fonamentat en el neerlandès tenia superstrats de danès, anglès, francès, espanyol i elements africans. De fet el seu nom, Negerhollands ve del dialecte zelandès de l'holandès.

## Història
El Negerhollands va néixer cap al 1700 en les Illes Verges, a Saint John, Saint Croix, i especialment Saint Thomas llavors colònies daneses. Segons una de les teories més prevalents sobre el seu origen, els esclaus haurien pres la llengua criolla embrionària a l'illa de Saint Thomas quan van estar en contacte amb el neerlandès dels plantadors que van fugir de l'illa de Sint Eustatius després que hagi estat presa pels anglesos el 1666. Un cens de Saint Thomas de 1688 de fet mostra que de les 317 cases europees a Saint Thomas, 66 eren neerlandesos, 32 eren anglesos, i 20 eren danesos. Això també explica la influència considerable anglesa i danesa en el desenvolupament de Negerhollands. A Saint John una observació similar pot ser feta, amb un cens de 1721 que estableix que 25 del 39 plantadors que hi havia eren holandesos, i només 9 eren danesos. Una altra teoria és que la llengua va ser duta al Carib per esclaus dels forts d'esclaus holandesos a Àfrica de l'oest (p. ex. la Costa d'Or Neerlandesa o Senegambia).
Del 1732 enllà, missioners moravis van començar visitar les Illes Verges, hi van introduir una forma acrolectal de la llengua, dita Hoch Kreol ("alt crioll"). De 1765 a 1834, es va produir molts texts en aquesta llengua, la qual cosa gairebé no té equivalent en entre les llengües criolles, atesa la gran quantitat de textos font. El 1770, els missioners van imprimir un primer i petit catecisme luterià, seguit el 1781 per una traducció del Nou Testament en Hoch Kreol.
La llengua va començar a declinar en la primeria del segle xix quan l'anglès esdevenia la llengua dominant de les illes. L'ofici en l'església luteriana va continuar en Hoch Kreol per a la congregació nativa fins als anys 1830. Les generacions més joves van aprendre l'anglès com a llengua materna, relegant progressivament el Hoch Kreol a l'abandonament. L'ús del crioll neerlandès va esdevenir limitat a oficis a l'església, havent estat reemplaçat pel crioll anglès de les Illes Verges. Tanmateix, sobrevisqué gràcies a l'orfenat a Nyherrenhut prop de Tutu ben bé fins al segle vint. Com que els antics orfes eren voluntaris el vell parlar crioll va persistir entorn de l'orfenat amb l'encoratjament dels ancians del centre. Hi havia als anys 1970 una emissió especial a la cadena WBNB que tenia alguns locutors llavors ja prou vells.
Alice Stevenson, probablement el darrer parlant natiu, va morir el 1987.

## Mostres de text
| « | "Die hab well twee drie onder die swart Volk, die sender a leer voor verstaan beetje van die hollandisch Taal, as sender woon na die Stadt, en hoor die ider Dag van die Blanko, maar die Plantey-Volk no kan vor verstaan die soo. Doch, die no sal maak een Verhinder, as die lieve Broeer will skriev eenmaal na sender, maski die ben Hollandisch of na die Hoogduytsch, soo die sal maak sender moeschi bli, en ons sal lees die Brief voor sender na Creol. Na St. Croix die hab meer van die Negers, die sender kan verstaan English, as na St. Thomas en St. Jan, maar doch sender English Praat ka mingel ook altoeveel met die Creol- en Guinee-taal... Da Neger-English die ben." | » |

| «                                            | Onder het zwarte volk zijn er wel twee of drie die hebben geleerd om een beetje van de Hollandse taal te verstaan, omdat zij in de stad wonen, en het iedere dag van de blanken horen, maar het plantagevolk kan het niet verstaan. Doch, dit zal hen niet verhinderen, omdat de lieve broeder hen zo nu en dan schrijft, of in het Hollands of in het Hoogduits, wat hen heel erg blij zal maken, en wij zullen die brief aan hen voorlezen in het Creool. Op St. Kruis zijn er meer van die negers, die Engels kunnen verstaan dan op St. Thomas en St. Jan, maar toch is hun Engels veelal gemixt met de Creool- en Guineese talen. Dat is Neger-Engels. | » |
| — Moravian missionary Johan Auerbach in 1774 | |   |

| «                                            | There are at least two or three among the black people who have learned to understand a bit of the Dutch language, as they live in town, and hear it every day from the whites, but the plantation folk cannot understand it. This should not be an impediment if the dear brethren will write to them some time, albeit in Dutch or High German, for this will make them very happy, and we will read the letter for them in Creole. On St. Croix there are more blacks who can understand English than in St. Thomas and St. John, but still their English speech is mixed very much with the Creole and Guinea languages. It is Negro-English. | » |
| — Moravian missionary Johan Auerbach in 1774 | |   |

| «           | "Maer wanneer ons sa krieg Tee van Dag? Die Waeter no ka kook nogal. Die Boterham sender no ka snie? Ja, maer die no hab Kaes, en Tata no keer voor Botterham soso. Lastaen sender braen van die rook Karang sender. Kassavie sa wees meer suet mit die Karang as Broot. Ju bin een Creol waer-waer." | » |
| — from 1770 | |   |

| «           | Maar wanneer zullen wij vandaag thee krijgen? Het water kan niet nogal koken. Kunnen zij de boterham niet snijden? Ja, maar zij hebben geen kaas en blanken geven niet zo zeer om boterhammen zonder. Laat staan dat zij het warm krijgen van het roken van karang. Cassave met de karang zal meer zoet zijn dan brood. Jij bent een ware creool." | » |
| — from 1770 | |   |

| «           | "Die how cirj bin fol, en sal gaw ha calluf. Die boricka ka marro en caló over die bergi, mi ka stier die jung fo lo fang die. Die farki bin na cot, mi lolo suk bateta-tow fo jeet fo die. Een cuj ka kom over die barcad en ka destroi alga die jung plantsoon; wen mi fang die mi sal drag die na fort, mak die eigenaer betal. Mi lolo na taphus, mi lolo suk stekki sowed gut fo mi goj na pot." | » |
| — from 1880 | |   |